# Lordiphosa nigrifemur
Lordiphosa nigrifemur är en tvåvingeart som beskrevs av Quan och Zhang 2001. Lordiphosa nigrifemur ingår i släktet Lordiphosa och familjen daggflugor. Inga underarter finns listade i Catalogue of Life.